# Weronika Centka-Tietianiec
Weronika Centka-Tietianiec (ur. 6 września 2000 w Bełchatowie) – polska siatkarka, grająca na pozycji środkowej, reprezentantka Polski. 
W reprezentacji Polski seniorek debiutowała 30 czerwca 2020 w towarzyskim spotkaniu z Czechami.

## Życie prywatne
W maju 2024 r. wzięła ślub z Maciejem Tietiańcem trenerem drużyny San Pajda Jarosław.
| Waga           | 71 kg  |
| Wyskok w ataku | 321 cm |
| Wyskok w bloku | 301 cm |

## Sukcesy klubowe
Superpuchar Polski:
- 2022[7]

Tauron Liga:
- 2023[8], 2024

## Sukcesy reprezentacyjne
Mistrzostwa Europy Juniorek:
- 2018

Liga Narodów:
- 2024[9], 2025[10]